# Cancer Prevention Research
Cancer Prevention Research is een internationaal, aan collegiale toetsing onderworpen wetenschappelijk tijdschrift op het gebied van de oncologie. De naam wordt in literatuurverwijzingen meestal afgekort tot Canc. Prev. Res. Het wordt uitgegeven door de American Association for Cancer Research en verschijnt 24 keer per jaar.